# Commissione Giustizia della Camera dei deputati
La Commissione permanente II Giustizia è un organo della Camera dei deputati della Repubblica italiana.

## Funzione
Il compito della Commissione è quello di valutare progetti di legge di revisione alla Costituzione e altre leggi costituzionali, e, per quanto riguarda la legislazione ordinaria l'ordinamento generale dell'amministrazione giudiziaria; la disciplina generale del pubblico impiego, che rifluiva in questo ambito competenziale, a decorrere dalla XVIII legislatura repubblicana passerà alla Commissione lavoro.
Su materie specifiche, la sua attività si riferisce ai settori normativi e di azione dell'amministrazione della Giustizia: codice penale, codice civile, tribunali, avvocati e riforme sui temi dei diritti giuridici e giudiziari.
Nella grande attività consultiva pronuncia il suo parere, per lo più nella sede ristretta di un'apposita sottocommissione su quasi tutti i disegni di legge e gli emendamenti all'esame delle altre commissioni, valutandone la compatibilità a diversi parametri: precetti costituzionali, organizzazione della pubblica amministrazione, princìpi generali dell'ordinamento, qualità legislativa e corretta collocazione delle nuove norme nel sistema delle fonti del diritto.
Una peculiare funzione consultiva riguarda i presupposti costituzionali dei decreti-legge. Infine, rende pareri sia alle altre commissioni sia all'Assemblea della Camera dei deputati al fine di valutare la conformità dei disegni di legge e degli emendamenti all'assetto costituzionale del riparto delle competenze normative tra lo Stato e le regioni.

## Composizione
La Commissione è composta da circa 45 deputati (di cui un segretario, 2 vicepresidenti, e un presidente) scelti in modo omogeneo tra i componenti della Camera dei deputati, in modo da rispecchiarne le forze politiche presenti. Essi sono scelti dai gruppi parlamentari (e non dal Presidente, come invece accade per l'organismo della Giunta parlamentare): per la nomina dei membri ciascun Gruppo, entro cinque giorni dalla propria costituzione, procede, dandone comunicazione alla Presidenza della Camera, alla designazione dei propri rappresentanti nelle singole Commissioni permanenti.
Ogni deputato chiamato a far parte del governo o eletto presidente della Commissione è, per la durata della carica, sostituito dal suo gruppo nella Commissione con un altro deputato, che continuerà ad appartenere anche alla Commissione di provenienza. Tranne in rari casi nessun deputato può essere assegnato a più di una Commissione permanente. Le Commissioni permanenti sono rinnovate dopo il primo biennio della legislatura ed i loro componenti possono essere confermati, ma i gruppi parlamentari possono cambiare i propri membri autonomamente in qualsiasi momento, sostituendoli, aggiungendoli o rimuovendoli, modificando di conseguenza anche il numero totale dei componenti della Commissione.

## Presidenti
| N°                                                                                                   | Presidente     | Presidente     | Presidente                             | Gruppo parlamentare | Mandato           | Mandato           | Legislatura  |
| N°                                                                                                   | Presidente     | Presidente     | Presidente                             | Gruppo parlamentare | Inizio            | Fine              | Legislatura  |
| --- | -------------- | -------------- | -------------------------------------- | --- | ----------------- | ----------------- | ------------ |
| III Diritto - procedura e ordinamento giudiziario - affari di giustizia - autorizzazione a procedere |                |                |                                        | |                   |                   |              |
| 1 |                |                | Giuseppe Bettiol (1907-1982)           | Democratico cristiano | 11 giugno 1948    | 30 giugno 1952    | I (1948)     |
| 2 |                |                | Luigi Camillo Fumagalli (1886-1969)    | Democratico cristiano | 1º luglio 1952    | 24 giugno 1953    | I (1948)     |
| III Diritto - procedura e ordinamento giudiziario - affari di giustizia                              |                |                |                                        | |                   |                   |              |
| 3 |                |                | Egidio Tosato (1902-1984)              | Democratico cristiano | 1º luglio 1953    | 11 giugno 1958    | II (1953)    |
| IV Giustizia                                                                                         |                |                |                                        | |                   |                   |              |
| 4 |                |                | Francesco Maria Dominedò (1903-1964)   | Democratico cristiano | 1º agosto 1958    | 28 settembre 1960 | III (1958)   |
| 5 |                |                | Gennaro Cassiani (1903-1978)           | Democratico cristiano | 30 settembre 1960 | 15 maggio 1963    | III (1958)   |
| 6 |                |                | Leonetto Amadei (1911-1997)            | Partito Socialista Italiano | 12 luglio 1963    | 8 dicembre 1963   | IV (1963)    |
| 7 |                |                | Franco Zappa (1922-2003)               | Partito Socialista Italiano (1964-1966) Partito Socialista Italiano - Partito Socialista Democratico Italiano Unificati (1966-1968) | 21 gennaio 1964   | 4 giugno 1968     | IV (1963)    |
| 8 |                |                | Oronzo Reale (1902-1988)               | Repubblicano | 11 luglio 1968    | 12 dicembre 1968  | V (1968)     |
| 9 |                |                | Pietro Bucalossi (1905-1992)           | Repubblicano | 16 gennaio 1969   | 24 maggio 1972    | V (1968)     |
| - |                |                | Oronzo Reale (1902-1988)               | Partito Repubblicano | 11 luglio 1972    | 23 novembre 1974  | VI (1972)    |
| 10                                                                                                   |                |                | Riccardo Misasi (1932-2000)            | Democrazia Cristiana | 15 gennaio 1975   | 4 luglio 1976     | VI (1972)    |
| 10                                                                                                   | 27 luglio 1976 | 19 giugno 1979 | Riccardo Misasi (1932-2000)            | Democrazia Cristiana | VII (1976)        |                   |              |
| 11                                                                                                   |                |                | Alessandro Reggiani (1914-1993)        | Partito Socialista Democratico Italiano                                                                                             | 11 luglio 1979    | 16 aprile 1980    | VIII (1979)  |
| 12                                                                                                   |                |                | Luigi Dino Felisetti (1919-2021)       | Partito Socialista Italiano | 7 maggio 1980     | 11 luglio 1983    | VIII (1979)  |
| 13                                                                                                   |                |                | Roland Riz (1927)                      | Misto-Südtiroler Volkspartei | 10 agosto 1983    | 1º luglio 1987    | IX (1983)    |
| II Giustizia                                                                                         |                |                |                                        | |                   |                   |              |
| 14                                                                                                   |                |                | Giuseppe Gargani (1935)                | Democratico cristiano | 4 agosto 1987     | 29 luglio 1988    | X (1987)     |
| 15                                                                                                   |                |                | Virginio Rognoni (1924-2022)           | Democratico cristiano | 29 luglio 1988    | 27 luglio 1990    | X (1987)     |
| - |                |                | Giuseppe Gargani (1935)                | Democratico cristiano | 25 settembre 1990 | 22 aprile 1992    | X (1987)     |
| 16                                                                                                   |                |                | Benedetto Vincenzo Nicotra (1933-2018) | Democratico cristiano | 17 giugno 1992    | 3 dicembre 1992   | XI (1992)    |
| - |                |                | Giuseppe Gargani (1935)                | Democratico cristiano - Partito Popolare Italiano                                                                                   | 13 gennaio 1993   | 14 aprile 1994    | XI (1992)    |
| 17                                                                                                   |                |                | Tiziana Maiolo (1941)                  | Forza Italia | 25 maggio 1994    | 8 maggio 1996     | XII (1994)   |
| 18                                                                                                   |                |                | Giuliano Pisapia (1949)                | Rifondazione Comunista - Progressisti (1996-1998) Misto (1998)                                                                      | 4 giugno 1996     | 27 ottobre 1998   | XIII (1996)  |
| 19                                                                                                   |                |                | Anna Finocchiaro (1955)                | Democratici di Sinistra - L'Ulivo                                                                                                   | 5 novembre 1998   | 29 maggio 2001    | XIII (1996)  |
| 20                                                                                                   |                |                | Gaetano Pecorella (1938)               | Forza Italia | 21 giugno 2001    | 27 aprile 2006    | XIV (2001)   |
| 21                                                                                                   |                |                | Pino Pisicchio (1954)                  | Italia dei Valori | 6 giugno 2006     | 28 aprile 2008    | XV (2006)    |
| 22                                                                                                   |                |                | Giulia Bongiorno (1966)                | Popolo della Libertà (2008-2010) Futuro e Libertà per il Terzo Polo (2010-2013)                                                     | 22 maggio 2008    | 14 marzo 2013     | XVI (2008)   |
| 23                                                                                                   |                |                | Donatella Ferranti (1957)              | Partito Democratico | 7 maggio 2013     | 22 marzo 2018     | XVII (2013)  |
| 24                                                                                                   |                |                | Giulia Sarti (1986)                    | MoVimento 5 Stelle | 21 giugno 2018    | 26 febbraio 2019  | XVIII (2018) |
| 25                                                                                                   |                |                | Francesca Businarolo (1983)            | MoVimento 5 Stelle | 5 marzo 2019      | 28 luglio 2020    | XVIII (2018) |
| 26                                                                                                   |                |                | Mario Perantoni (1964)                 | MoVimento 5 Stelle | 29 luglio 2020    | 12 ottobre 2022   | XVIII (2018) |
| 27                                                                                                   |                |                | Ciro Maschio (1971)                    | Fratelli d'Italia | 9 novembre 2022   | in carica         | XIX (2022)   |

## Procedure
La Commissione viene convocata per la prima volta dal presidente della Camera dei deputati per procedere alla propria costituzione. L'Ufficio di Presidenza della Commissione, integrato dai rappresentanti dei gruppi, predispone il programma e il calendario dei lavori, che sono stabiliti in modo da assicurare l'esame in via prioritaria dei disegni di legge e degli altri argomenti compresi nel programma e nel calendario dell'Assemblea. Quando la discussione di un determinato argomento, anche non compreso nel programma, sia richiesta da almeno un quinto dei componenti della Commissione, l'inserimento nell'ordine del giorno in tempi brevi è rimesso all'Ufficio di Presidenza della Commissione stessa. Al termine di ciascuna seduta, di norma, il presidente della Commissione annuncia la data, l'ora e l'ordine del giorno della seduta successiva e viene di conseguenza stampato e pubblicato l'ordine del giorno.

## Composizione nella XIX legislatura (2022 -in corso)
Elenco dei membri a settembre 2024
| Gruppo parlamentare                                                       | Gruppo parlamentare                                                          | Deputato                                  |
| ------------------------------------------------------------------------- | ---------------------------------------------------------------------------- | ----------------------------------------- |
|                                                                           | Fratelli d'Italia                                                            | Ciro Maschio (presidente)                 |
|                                                                           | MoVimento 5 Stelle                                                           | Federico Cafiero De Raho (vicepresidente) |
|                                                                           | Forza Italia - Berlusconi Presidente - PPE                                   | Pietro Pittalis (vicepresidente)          |
|                                                                           | Lega - Salvini Premier                                                       | Jacopo Morrone (segretario)               |
|                                                                           | Partito Democratico - Italia Democratica e Progressista                      | Alessandro Zan (segretario)               |
|                                                                           | Fratelli d'Italia                                                            | Alice Buonguerrieri                       |
| Daniela Dondi                                                             | Fratelli d'Italia                                                            |                                           |
| Giandonato La Salandra (in sostituzione di Andrea Delmastro Delle Vedove) | Fratelli d'Italia                                                            |                                           |
| Alessandro Palombi                                                        | Fratelli d'Italia                                                            |                                           |
| Andrea Pellicini                                                          | Fratelli d'Italia                                                            |                                           |
| Paolo Pulciani                                                            | Fratelli d'Italia                                                            |                                           |
| Maria Carolina Varchi                                                     | Fratelli d'Italia                                                            |                                           |
| Gianluca Vinci                                                            | Fratelli d'Italia                                                            |                                           |
|                                                                           | Lega - Salvini Premier                                                       | Davide Bellomo                            |
| Ingrid Bisa                                                               | Lega - Salvini Premier                                                       |                                           |
| Simonetta Matone                                                          | Lega - Salvini Premier                                                       |                                           |
| Valeria Sudano                                                            | Lega - Salvini Premier                                                       |                                           |
|                                                                           | Partito Democratico - Italia Democratica e Progressista                      | Michela Di Biase                          |
| Federico Gianassi                                                         | Partito Democratico - Italia Democratica e Progressista                      |                                           |
| Marco Lacarra                                                             | Partito Democratico - Italia Democratica e Progressista                      |                                           |
| Rachele Scarpa                                                            | Partito Democratico - Italia Democratica e Progressista                      |                                           |
| Debora Serracchiani                                                       | Partito Democratico - Italia Democratica e Progressista                      |                                           |
|                                                                           | MoVimento 5 Stelle                                                           | Stefania Ascari                           |
| Valentina D'Orso                                                          | MoVimento 5 Stelle                                                           |                                           |
| Carla Giuliano                                                            | MoVimento 5 Stelle                                                           |                                           |
|                                                                           | Forza Italia - Berlusconi Presidente - PPE                                   | Tommaso Antonino Calderone                |
| Annarita Patriarca (in sostituzione di Tullio Ferrante)                   | Forza Italia - Berlusconi Presidente - PPE                                   |                                           |
|                                                                           | Azione-Popolari Europeisti Riformatori-Renew Europe                          | Enrico Costa                              |
|                                                                           | Alleanza Verdi e Sinistra                                                    | Devis Dori                                |
|                                                                           | Noi moderati (Noi con l'Italia, Coraggio Italia, UdC, Italia al Centro)-MAIE | Maurizio Lupi                             |
|                                                                           | Italia Viva-Il Centro-Renew Europe                                           | Francesco Bonifazi                        |
|                                                                           | Misto-Non iscritti                                                           | Francesco Gallo                           |